# Jesús Fernández Palacios
Jesús Fernández Palacios (Cádiz, septiembre de 1947) es un poeta y articulista español.

## Biografía
En 1971 crea el grupo literario Marejada junto a sus amigos poetas José Ramón Ripoll y Rafael de Cózar mediante un anuncio en las páginas del periódico local, el Diario de Cádiz. Ha sido subdirector de la Revista Atlántica de Poesía editada por la Fundación Provincial de Cultura de la Diputación Provincial de Cádiz y especializada en poesía española e hispanoamericana. Es director de la revista Campo de Agramante, dedicada a la española Literatura del 50 y editada por la Fundación Caballero Bonald del Ayuntamiento de Jerez de la Frontera. También fue director de la colección Libros de Bolsillo de la Diputación de Cádiz hasta su desaparición en 2009. En ella seleccionó a numerosos autores noveles de poesía y narrativa.
Colaborador y articulistas en diversos medios escritos, según sus propias palabras, dos autores han influido de manera fundamental en su poesía: el también gaditano Carlos Edmundo de Ory (1923-2010) y el peruano César Vallejo (1892-1938).
En 2023 recibió el Premio Feria del Libro de Cádiz “por armonizar una obra literaria, aunque breve en extensión, rica y profunda, con su faceta de incansable activista cultural, impulsor de revistas, gestor de proyectos y puente entre distintas generaciones de escritores”.

## Obra Literaria

### Poesía
- Poemas anuales (México, 1976)
- El ámbito del tigre (Sevilla, 1978)
- De un modo cotidiano (Madrid, 1981)
- Coplas de Israel Sivo (Madrid, 1982)
- Signos y Segmentos 1971-1990 (Granada, 1991)
- Los poemas de Sakina (Bilbao, 1997)
- Signos y Segmentos. Segunda antología (Madrid, 2007)
- Del mar y otras pasiones (Madrid, 2011)
- Poemías (Sevilla, 2012)

### Antologías Poéticas
- Signos y Segmentos. Segunda antología (Madrid, 2007)
- Poemías (Sevilla, 2012)

### Revistas
- Revista Atlántica (Servicio de Publicaciones de la Diputación Provincial de Cádiz)
- Campo de Agramante (Fundación Caballero Bonald, Jerez de la Frontera)

### Ediciones
- Diario 1944-2000 de Carlos Edmundo de Ory, (Servicio de Publicaciones de la Diputación de Cádiz, 2004)
- Relecturas. Prosas reunidas (1956-2005) de José Manuel Caballero Bonald, (Servicio de Publicaciones de la Diputación de Cádiz, 2006).
- La memoria amorosa de Carlos Edmundo de Ory (Visor, 2011)
- Collages de Carlos Edmundo de Ory (Del Centro Editores, 2011).